# 朝阳寺 (北京)
朝阳寺，位于北京市怀柔区怀柔镇甘涧峪村，是一座汉传佛教寺院。

## 历史
甘涧峪村自金元时期至明清时期，先后建有数十座佛教寺院，俗称“甘涧峪七十二庙”，但在清朝末年到中华民国时期陆续颓毁。21世纪初，位于红螺慧缘景区内的朝阳寺、天溪庵、山西庵、德胜庵等佛教寺院陆续获得修复。其中，朝阳寺始建于明朝万历年间，复建于清朝咸丰六年，所在地势很高，背山瞰谷，日出早而日落晚，得名“朝阳寺”。寺内的药师殿供奉药师佛、日光菩萨、月光菩萨，两侧有八大菩萨壁画。
2007年夏，红螺慧缘景区内的朝阳寺、天溪庵、德胜庵、山西庵由政府职能部门转交僧团管理使用，明奘法师受怀柔区民宗办邀请组建僧团并于2007年7月1日入住朝阳寺、天溪庵、德胜庵、山西庵。2007年11月8日，正式获颁宗教活动场所证书。其中，朝阳寺是明奘法师的方丈寮所在地。2008年，甘涧禅修中心建成并投入使用。2008年10月9日至16日，朝阳寺在甘涧禅修中心举办正念动中禅禅修活动，由明奘法师与泰国南来寺隆波通法师担任指导禅师。
由于寺院产权不清，红螺慧缘景区重视经济收入，对朝阳寺的宗教活动有所干扰，明奘法师领导的朝阳寺与红螺慧缘景区发生多次纠纷，矛盾不断加深。德胜庵等寺院后来被红螺慧缘景区方面占据。2010年起，经怀柔区民宗办批准，红螺慧缘景区又另外在景区内兴建了一座朝阳禅寺，派释道然（俗名黄巍）主持，又成立了北京市怀柔区佛教协会，释道然任首届会长。在朝阳禅寺兴建期间，释道然率僧团住在德胜庵，德胜庵成为朝阳禅寺下院。这样就形成了朝阳禅寺与朝阳寺对峙的局面：朝阳禅寺成为北京市怀柔区佛教协会所在地，但未取得宗教活动场所证书，下院有德胜庵；朝阳寺理论上受北京市怀柔区佛教协会领导，2007年取得宗教活动场所证书，下院有天溪庵、水上观音院。但朝阳禅寺的名声远远不如朝阳寺。
2012年，朝阳寺达到北京市创办和谐寺观教堂标准。2013年3月28日，朝阳寺的两位比丘尼被一名口称“土匪”的男子暴力袭击，视频传到网上。2013年5月29日，明月法师成为朝阳寺的当家法师（监院）。2013年7月14日，明奘法师向北京市佛教协会上缴僧伽证以及僧人社保卡，宣称自此与佛教再无关系。

## 建筑
- 通天水梯：是通往山门即天王殿的阶梯，共81步，每走一步都会传来“咚咚”的水声。中国中央电视台《科学探索》栏目组曾来考察通天水梯。
- 山门（天王殿）
- 药师殿：依山而建。殿内供奉药师佛。
- 经堂：僧人诵经的课堂，存有佛经。[4]

朝阳寺及周边寺庙群包括朝阳寺、天溪庵、水上观音院三座道场。

## 宗教活动
朝阳寺贯彻“生活禅”理念，举办各种禅修活动、佛法推广、文化活动，包括：禅七、周末禅修、精进禅修、夏令营、秋令营、无我茶会、写经会、周末善童班、儿童戏剧营、春节祈福法会等等。另外还举办清华大学总裁班、北京大学禅修班、中国人民大学心理咨询班、北京交通大学心理咨询班、中国科学院禅修体验等专项禅修活动。朝阳寺还曾组织学员参访韩国、印度、尼泊尔，并且曾有缅甸、泰国的法师来朝阳寺指导“内观禅”“动中禅”，曾有马来西亚的法师来朝阳寺指导“行者培训营”。朝阳寺、天溪庵、水上观音院已成为北京地区举办大型禅修活动的道场之一。